# José Rafael "Fello" Meza Ivankovich
José Rafael "Fello" Meza Ivankovich (Cartago, 6. srpnja 1920. – 15. lipnja 1988.) je bio kostarikanski nogometni trener i nogometaš hrvatskog podrijetla.

## Karijera
Počeo je igrati 1937. godine kao 16-godišnjak. Prvi klub za koji je igrao bio je nogometni klub C. S. Cartaginés. U roku od par godina José Rafael ("Fello") je postao poznat kao "El Maestro". Nadimak je dobio jer se govorilo da je izmislio nove trikove i načine igranja, dotad neviđene na Kostarici, stekavši time mjesto u kostarikanskoj izabranoj momčadi.
Pored "Cartaginésa", igrao je i za kostarikanski "Herediano", meksički "Moctezuma de Orizaba" i "Atlante", argentinskog "Estudiantes de la Plata", kolumbijski "FC Universidad de Bogotá" i hondurašku Aduanu". Za meksičku Orizabu je igrao za plaću od 200 USD mjesečno i postao je najbolji strijelac lige. Isto je uspio igravši i za C.F. Atalante kada je zabio 35 golova.
Veliku igračku karijeru je prekinuo 1957. godine, a karijeru je nastavio kao trener. Krajem 20. stoljeća izabran za najboljeg kostarikanskog igrača 20. stoljeća. Još uvijek ga se priznaje za igrača s najvećim utjecajem na kostarikanski nogomet. Po njemu se zove i stadion u Cartagu u Kostarici, Estadio José Rafael Fello Meza Ivankovich, sagrađen 1973. godine.

## Uspjesi
Osvojio je naslove prvaka s "Cartaginésom" (1940.), "Atlanteom" (1946.) i "Heradianom" (1956.) Kao vrsni strijelac, osvojio je naslov najboljeg strijelca u Kostarici 1940. godine, Srednjoj Americi 1941. godine i u Meksiku s "Moctezumom de Orizabom" 1941./42. godine.

## Vanjske poveznice
- (šp.) La Nación Digital - 100 Años de Deportes  Arhivirana inačica izvorne stranice od 27. rujna 2007. (Wayback Machine) José Rafael Fello Meza - Maestro de maestros (sadrži i sliku)
- Tiquicia_COM  Arhivirana inačica izvorne stranice od 13. rujna 2007. (Wayback Machine)  - Listado completo de los miembros de la Galería Costarricense del Deporte
- Estádios de Costa Rica  Arhivirana inačica izvorne stranice od 25. kolovoza 2004. (Wayback Machine) Stadion imenovan u čast Ivankovichu